# Я ще повернуся
«Я ще повернуся» (азерб. «Gözlə məni») — радянський художній фільм 1980 року, знятий за мотивами п'єси Ільяса Ефендієва «Пісня залишилася в горах».

## Сюжет
Дії фільму відбуваються в 1920-х роках. Картина оповідає про любов молодої людини до дочки бека. Під час становлення Радянської влади герой фільму, який був до цього бідняком, стає комісаром і повертається в Карабах…

## У ролях
- Расім Балаєв — Ниджат
- Тамара Яндієва — Шахназ
- Гасан Турабов — Беюк-бек (озвучив Фелікс Яворський)
- Амалія Панахова — Фахранда
- Аладдін Аббасов — Гасанали
- Мухтар Авшаров — епізод
- Шахмар Алекперов — Тахір (озвучив Вадим Спиридонов)
- Енвер Гасанов — Омар
- Мелік Дадашев — Джаббар-бек
- Фергана Кулієва (озвучувала Наталія Ричагова)
- Гасан Мамедов — Бахадур
- Сусанна Меджидова — епізод
- Шамсі Шамсізаде — Юніс-бек
- Новруз Ахундов — Мірза-бек
- Талят Рахманов — епізод
- Гафар Хаккі — Серхан
- Валерій Малишев — Конирєв
- Мухтар Манієв — Балагусейн
- Гюмрах Рагімов — Хосров
- Багадур Алієв — епізод

## Знімальна група
- Режисер — Кяміль Рустамбеков
- Сценаристи — Ельчін Ефендієв, Ельга Линдіна
- Оператор — Заур Магеррамов
- Композитор — Акшин Алі-заде
- Художник — Надір Зейналов